# Samuel Vince

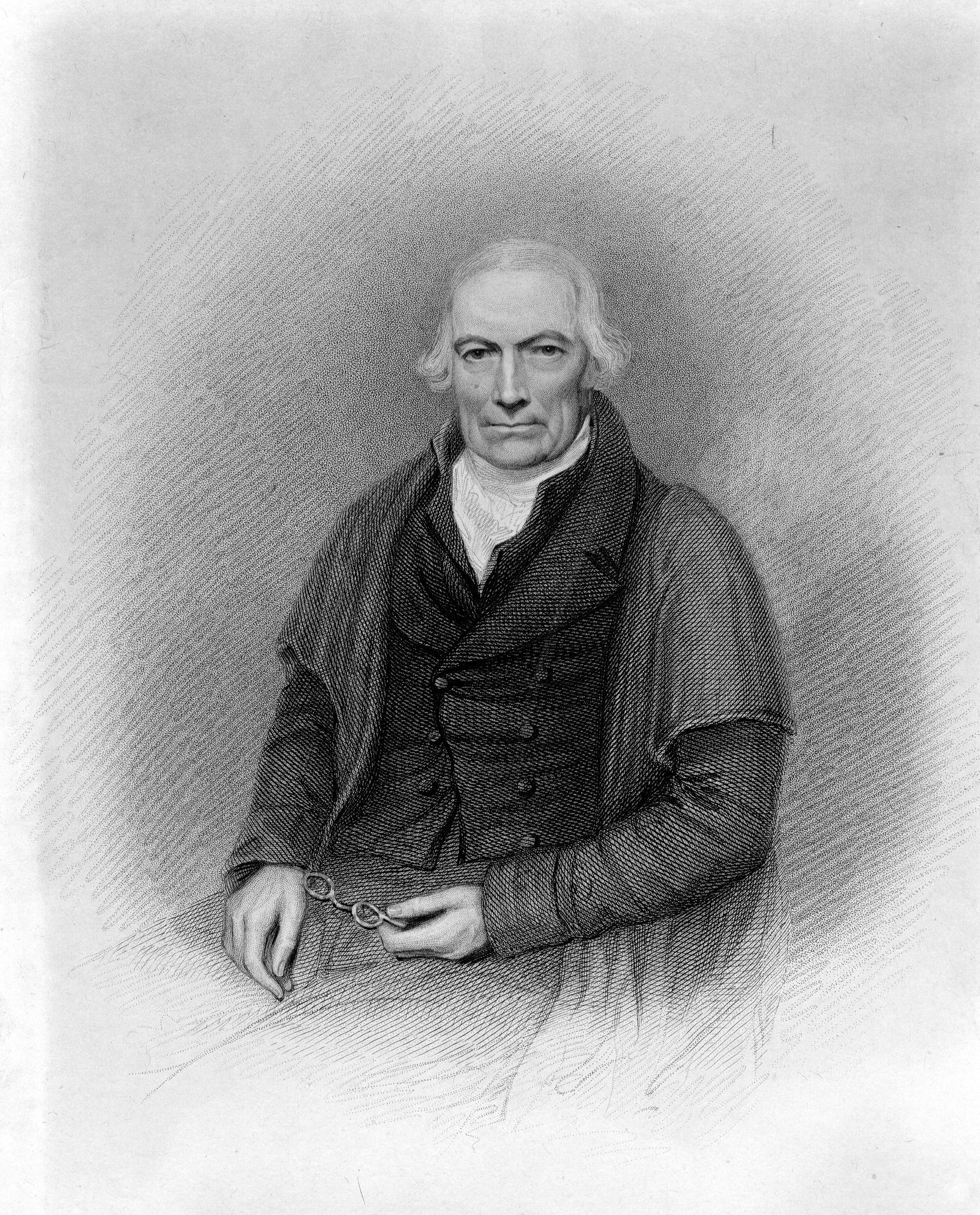
Samuel Vince (1821)

Samuel Vince (* 6. April 1749 in Fressingfield, Suffolk; † 28. November 1821 in Ramsgate) war ein britischer Mathematiker, Astronom und Geistlicher.

## Leben und Wirken
Vince war der Sohn eines Maurers und half seinem Vater bis zum Alter von zwölf Jahren bei der Arbeit. Ein Geistlicher bemerkte ihn lesend bei der Arbeit und sorgte für seine Ausbildung. 
Am 9. Februar 1771 wurde Vince am Gonville and Caius College in Cambridge als „Sizar“ (Stipendiat) zugelassen, wo er sich 1772 immatrikulierte. Dort war er 1775 Senior Wrangler der Tripos-Prüfungen und gewann den Smith-Preis. Am 24. Oktober 1777 wechselte er an das Sidney Sussex College in Cambridge. 1778 erwarb er dort seinen Magister Artium (M. A.). Außerdem hielt er die von Samuel Taylor († 1732) gestifteten mathematischen Vorlesungen.
1779 wurde er als Geistlicher ordiniert. Danach hatte Vince verschiedene Stellungen in der anglikanischen Kirche – 1809 wurde er Archidiakon von Bedford. 1796 wurde er Plumian Professor in Cambridge, was er bis zu seinem Tod blieb.
Vince schrieb ein Lehrbuch der Astronomie (A complete system of astronomy 3 Bände, 1797–1808), veröffentlichte Predigten in Cambridge und eine Verteidigung des christlichen Glaubens gegen David Hume. Seine experimentellen und theoretischen Untersuchungen über den Strömungswiderstand waren in den frühen Versuchen der Luftfahrt (zum Beispiel der Gebrüder Wright) von Einfluss.
Vince heiratete 1780 Mary Paris. Ihr einziges Kind war Samuel Berney Vince (1781–1845).

## Ehrungen
Am 22. Juni 1786 wurde Vince als Mitglied („Fellow“) in die Royal Society gewählt, die ihm bereits 1780 die Copley Medal verliehen hatte. Von 1794 bis 1804 hielt er sieben Mal die Bakerian Lecture der Royal Society.

## Schriften (Auswahl)
Bücher
- The elements of conic sections, as preparatory to the reading of Sir I. Newton’s Principia. Cambridge 1781 (Digitalisat).
  - 5. Auflage, Cambridge 1817 (Digitalisat).
- A treatise on practical astronomy. Cambridge 1790 (Digitalisat).
- A plan of a course of lectures on natural philosophy. Cambridge 1793 (Digitalisat, Digitalisat).
- Observations on the hypotheses which have been assumed to account for the cause of gravitation from mechanical principles. Cambridge 1806 (Digitalisat).
- The principles of fluxions: designed for the use of students in the university. 2 Bände, 1795. 
  - 3. Auflage, Cambridge 1805 (Digitalisat).
  - 1. amerikanische Auflage, Philadelphia 1812 (Digitalisat).
  - 5. Auflage, Cambridge 1818 (Digitalisat).
- The principles of hydrostatics: designed for the use of students in the university. Cambridge 1796 (Digitalisat).
  - 4. Auflage, Cambridge 1812 (Digitalisat).
  - 5. Auflage, Cambridge 1820 (Digitalisat).
- A complete system of astronomy. 3 Bände, Cambridge 1797–1808 (Band 1, Band 2, Band 3).
  - 2. Auflage, 3 Bände, London 1814–1823 (Band 1, Band 2, Band 3).
- The credibility of Christianity vindicated, in answer to Mr. Hume’s objections; in two discourses preached before the University of Cambridge. Cambridge 1798 (Digitalisat).
- A confutation of atheism from the laws and constitution of the heavenly bodies: in four discourses preached before the University of Cambridge; with an introduction, notes, and an appendix. Cambridge 1807 (Digitalisat).
- The credibility of scripture miracles vindicated […]. Cambridge 1809.
  - 2. Auflage, Cambridge 1809 (Digitalisat).
- On the divisions among Christians. Cambridge 1811 (Digitalisat).

Zeitschriftenbeiträge
- An investigation of the principles of progressive and rotatory motions. In: Philosophical Transactions. Band 70, 1780, S. 546–577 (doi:10.1098/rstl.1782.0027, JSTOR:106396).
- A new method of investigating the sums of infinite series. In: Philosophical Transactions. Band 72, 1782, S. 389–416 (doi:10.1098/rstl.1782.0027, JSTOR:106469).
- A supplement to the third part of the paper on the summation of infinite series, in the Philosophical Transactions for the year 1782. In: Philosophical Transactions. Band 75, 1785, S. 32–35 (doi:10.1098/rstl.1785.0004, JSTOR:106747).
- On the motion of bodies affected by friction. In: Philosophical Transactions. Band 75, 1785, S. 165–189 (doi:10.1098/rstl.1785.0010, JSTOR:106753).
- On the precession of the equinoxes. In: Philosophical Transactions. Band 77, 1787, S. 363–367 (doi:10.1098/rstl.1787.0036, JSTOR:106737).
- A new method of investigating the sums of infinite series. In: Philosophical Transactions. Band 81, 1791, S. 295–316 (doi:10.1098/rstl.1791.0023, JSTOR:106875).
- Observations on the fundamental property of the lever; with a proof of the principle assumed by Archimedes, in his demonstration. In: Philosophical Transactions. Band 84, 1794, S. 33–38 (doi:10.1098/rstl.1794.0007, JSTOR:106887).
- The Bakerian Lecture. Observations on the theory of the motion and resistance of fluids; with a description of the construction of experiments, in order to obtain some fundamental principles. In: Philosophical Transactions. Band 85, 1795, S. 24–45 (doi:10.1098/rstl.1795.0004, JSTOR:106943).
  - Bemerkungen über die Bewegung und den Widerstand flüssiger Körper. In: Annalen der Physik. Band 2, 1799, S. 401–417 (Digitalisat).
- The Bakerian Lecture. Experiments upon the resistance of bodies moving in fluids. In: Philosophical Transactions. Band 88, 1798, S. 1–14 (doi:10.1098/rstl.1798.0002, JSTOR:106967).
- The Bakerian Lecture. Observations upon an unusual horizontal refraction of the air; with remarks on the variations to which the lower parts of the atmosphere are sometimes subject. In: Philosophical Transactions. Band 89, 1799, S. 13–23 (doi:10.1098/rstl.1799.0003, JSTOR:107022).
  - Bemerkungen über eine sehr ungewöhnliche Horizontal-Refraction. In: Annalen der Physik. Band 4, 1800, S. 129–141 (Digitalisat).
- Answer to remarks on a pamphlet […] respecting the cause of gravitation. In: A Journal of natural philosophy, chemistry and the arts. Band 19, 1808, S. 344–348 (Digitalisat).
- An account of a very extraordinary effect of refraction, observed at Ramsgate. In: Transactions of the Royal Society of Edinburgh. Band 6, 1812, S. 245–248 (Digitalisat, doi:10.1017/S0080456800028349).

Sonstige
- Question 574. In: The ladies’ diary: or, the women’s almanack, for the year of our Lord 1767. Company of Stationers, [London] 1767, S. 47 (Digitalisat).
- Question 594. In: The ladies’ diary: or, the women’s almanack, for the year of our Lord 1768. Company of Stationers, [London] 1768, S. 47 (Digitalisat).
- Question 617. In: The ladies’ diary: or, the women’s almanack, for the year of our Lord 1770. Company of Stationers, [London] 1770, S. 46 (Digitalisat).